# Thiadrich

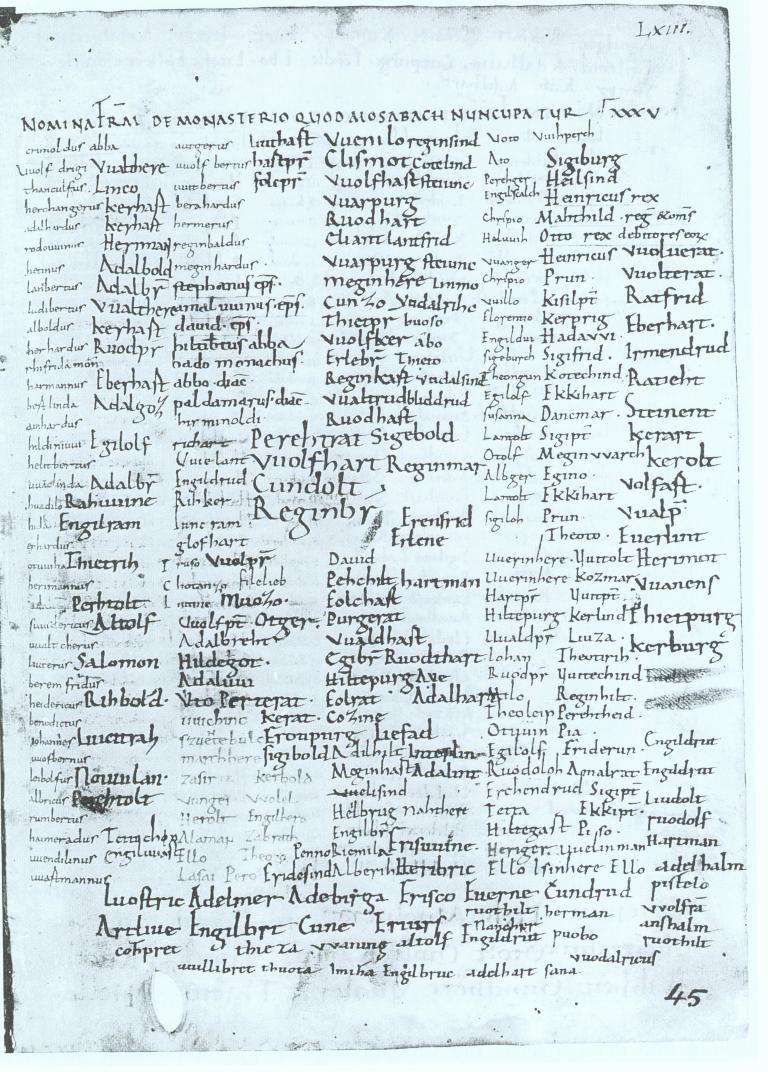
Eintrag Thiadrichs als Theotirih in einem Gruppeneintrag der ottonischen Königsfamilie und ihrer wichtigsten Helfer von 929 im Reichenauer Verbrüderungsbuch, Zürich, Zentralbibliothek, Rh. hist. 27, pag. 63 (zweitletzte Spalte untere Hälfte neben dem Eintrag Kerburg)

Thiadrich, auch Dietrich († nach 929) aus der Verwandtengruppe der Nachfahren Widukinds war ein sächsischer Großer und Vater der Königin Mathilde, zweite Frau des ostfränkischen Königs Heinrich I.
Thiadrich war der Sohn der Mathilde, spätere Äbtissin des Klosters Herford. Der Name des Vaters ist unbekannt. Nach einer Bemerkung Widukinds von Corvey war Thiadrich ein Nachfahre des „Sachsenherzogs“ Widukind und verheiratet mit Reginhild. Je nach Lesart dieser Widukindstelle hatte Thiadrich drei Brüder oder Söhne mit Namen Reginbern, Widukind und Immed. Neben Mathilde gelten Bia, Amalrada, Peretheid und Fridarun als seine Töchter. Darüber hinaus werden noch eine ganze Reihe von Personen als Kinder Thiadrichs diskutiert. Aufgrund eines Eintrags in der um das Jahr 1002 entstandenen jüngeren Mathildenvita, einer verherrlichenden Lebensbeschreibung seiner Tochter Mathilde, werden Grafschaftsrechte in Westfalen vermutet. Darin wird Dietrich als „Graf im Westen“ (in occidentali regione comes fuerat gloriosus) bezeichnet. Aufgrund von Lebendeinträgen in den Verbrüderungsbüchern der Abtei Reichenau und des Klosters St. Gallen aus dem Jahr 929 kann Thiadrich erst danach verstorben sein.
Die bis heute anzutreffende Herkunftsbezeichnung von Ringelheim stammt wahrscheinlich aus einer vereinnahmenden Zuschreibung in der verlorenen Cronica Saxonum. Die Cronica entstand jedoch erst in der Zeit um 1300. Sie ist in Auszügen durch Heinrich von Herford überliefert. Nach Auffassung von Georg Waitz aus dem Jahre 1885 bestand keine Verbindung Thiadrichs nach Ringelheim.